# Nachal Bejt Lechem
Nachal Bejt Lechem (hebrejsky: נחל בית לחם) je vádí v Dolní Galileji v severním Izraeli.
Začíná v nadmořské výšce necelých 150 metrů na okraji Dolní Galileji, jižně od vesnice Bejt Lechem ha-Glilit. Vádí směřuje k jihozápadu rovinatou krajinou zemědělsky využívaného Jizre'elského údolí, prochází západní částí města Ramat Jišaj okolo pahorku Tel Risim, zprava přijímá vádí Nachal Tiv'on a vede mezi vesnicemi Sde Ja'akov a Kfar Jehošua. Potom ústí zprava do řeky Kišon.